# Allium altyncolicum
Allium altyncolicum — вид рослин з родини амарилісових (Amaryllidaceae); ендемік Алтаю.

## Опис
Трав'яниста багаторічна цибулинна рослина. Цибулин кілька на кореневищі, подовжено-яйцюваті з сірими оболонками. Стеблина 30–60 см заввишки, дудчата. Листків 2–3, циліндричні, дудчасті, коротші від стебла. Зонтик напівкулястий, багатоквітковий, нещільний. Квітконіжки в 1–1.5 рази довші від оцвітини. Листочки оцвітини 7–13 мм довжиною, блискучі, блідо-рожеві, з темною жилкою. 2n=32.
Цвіте в липні, плодоносить у серпні. Запилюється комахами.

## Поширення
Ендемік Алтаю.
Зростає переважно на сухих кам'янистих місцях проживання, в умовах достатнього, але не надмірного зволоження. На щебенистих і галечникових берегах озера.